# Fritz Hoffmann (Politiker, 1908)
Fritz Hoffmann (* 24. Mai 1908 in Trier; † 29. Februar 2000) war ein deutscher Politiker (CDU).

## Leben
Hoffmann war der Sohn eines Postbeamten. Er war evangelischen Glaubens und war nach einem Studium der Rechtswissenschaften an den Universitäten in Freiburg, Heidelberg und Bonn zunächst als Jurist bei der Reichspost angestellt. Zum 1. Juni 1933 trat er in die NSDAP ein (Mitgliedsnummer 2.683.457).
Während des Zweiten Weltkrieges diente er als Flaksoldat in der Wehrmacht. Nach dem Kriegsende erfolgte der Umzug nach Saarbrücken, wo Hoffmann von 1946 bis 1949 eine Ausbildung zum Zimmermann absolvierte, ehe er 1950 seine Zulassung als Rechtsanwalt in Saarbrücken erhielt.
Nach 1945 engagierte sich Hoffmann politisch in der CDU. Er war dort Vorsitzender des Evangelischen Arbeitskreises im Saarland. Von 1960 bis 1965 gehörte er dem Landtag des Saarlandes an. Der Landtag wählte ihn 1964 zum Mitglied der vierten Bundesversammlung, die 1964 Heinrich Lübke als Bundespräsidenten wiederwählte.
Hoffmann wurde am 12. März 1985 mit dem Saarländischen Verdienstorden ausgezeichnet.

## Schriften
- Die Begriffe des Ungesetzlichen, Unrechtmässigen, Unerlaubten und Pflichtwidrigen (Diss.). Henn, Freiburg im Breisgau 1932.